# Héctor Almandoz
Héctor Almandoz (Morón, 17 gennaio 1969) è un allenatore di calcio ed ex calciatore argentino, di ruolo difensore.

## Biografia
È sposato con Silvina Rivero.

## Carriera
Dopo aver vinto tutto quello che era possibile vincere con il Vélez Sarsfield, ha giocato in altre squadre argentine e straniere, senza però trovare continuità.

## Palmarès

### Competizioni nazionali
- Campionato argentino: 1

Vélez Sarsfield: Clausura 1993

### Competizioni internazionali
- Coppa Libertadores: 1

Vélez Sarsfield: 1994
- Coppa Intercontinentale: 1

Vélez Sarsfield: 1994